# Киселева, Марина Викторовна
Марина Викторовна Киселева (род. 12 марта 1961, Фрунзе) — российская учёная, врач-онколог, гинеколог, репродуктолог, педагог, доктор медицинских наук, профессор, общественная деятельница.

## Биография
Родилась 12 марта 1960 года в г. Фрунзе (сегодня Бишкек, Киргизия). В 1978 году окончила с золотой медалью школу в г. Шевченко (ныне Актау). В 1984 году окончила с красным дипломом Горьковский медицинский институт по специальности «Лечебное дело», в 1986 году окончила клиническую ординатуру в Третьем Главном медицинском управлении (г. Москва) по специальности «акушерство и гинекология».
В 1986 г. принимала участие в ликвидации последствий аварии на ЧАЭС.
В 1990—1991 гг в НИИ медицинской радиологии АМН СССР защитила диссертацию на соискание звания кандидат медицинских наук на тему: «Внутритазовый лучевой фиброз как осложнение лучевой терапии рака шейки матки».
В 2002 году защитила диссертацию на соискание звания доктора медицинских наук по теме: «Лучевая терапия рака шейки матки с использованием источников различной мощности дозы».
В 2008 году окончила с отличием Российскую академию государственной службы при президенте Российской Федерации по специальности «Юриспруденция». Тема диплома: «Правовое обеспечение медицинской деятельности».

## Профессиональная деятельность
В 1986—1997 гг. работает старшим научным сотрудником ГУ «Медицинский радиологический научный центр РАМН», отделение лучевой терапии гинекологических заболеваний.
В 1997—2005 гг. работает ведущим научным сотрудником ГУ «Медицинский радиологический научный центр РАМН», отделение лучевой терапии гинекологических заболеваний.
С 2005 г. заведующая отделением отделением новых медицинских технологий ФГБУ МРНЦ Минздрава РФ.
В 2005 г. Киселевой М. В. под руководством академика Цыба Анатолия Фёдоровича было создано Отделение новых медицинских технологий в МРНЦ РАМН. Основными направлениями отделения являются реконструктивная пластическая хирургия, эндоскопическая хирургия в гинекологии и вспомогательные репродуктивные технологии в онкологии. С основания и до сегодняшнего дня Киселева М. В. является руководителем отделения.
Стажировки:
1. Университетская клиника Эразм Брюссель, (Униклиника Брюсселя), Бельгия;
2. Институт Генетики и Репродукции (Reproductive Genetics Institute), Чикаго 2009г.;
3. Медицинский центр им. Ицхака Рабина, Тель-Авив;
4. Медицинский центр им. Хаима Шиба, Тель-Авив;
5. Университетская клиника Кельна, Кёльн 2012г;
6. Международный Госпиталь Святого Луки, Токио;
7. Центральная лаборатория IVF, Рим.
8.International Society for Fertility Preservation. Шанхай (Китай) 2015г.

## Научная и законодательная деятельность
Марина Викторовна Киселева является одним из ведущих специалистов по онкогинекологии, а также одним из пионеров и основателей направления онкофертильность в Российской Федерации и странах СНГ. А. Ф. Цыбом, М. В. Киселевой, А. Д. Каприным и др. впервые были разработаны, запатентованы и внедрены способ восстановления фертильности у пациенток с онкологическими заболеваниями и способ витрификация овариальной ткани, благодаря которым уже десятки женщин — онкологических больных в РФ и СНГ смогли осуществить своё право родительства.
В 1990 году Мариной Викторовной Киселевой был впервые введен в клиническую практику и патогенетически обоснован термин "Внутритазовый лучевой фиброз", как поздние лучевые повреждения, развивающиеся в результате лучевой терапии малого таза. Сегодня "Внутритазовый лучевой фиброз" вошел в международную классификацию болезней (МКБ-10).
В 2007 году в рамках реализации программы «Сохранение фертильности у онкологических больных» был создан КриоБанк генетического материала онкологических пациентов на базе МРНЦ им А. Ф. Цыба — филиала НМИЦ радиологии.
В январе 2021 года благодаря усилиям команды НМИЦ радиологии под руководством академика РАН Каприна А. Д., профессора РАН Иванова С. А. и профессора Киселевой М. В. были внесены изменения в Приказ Министерства здравоохранения Российской Федерации № 803н «О порядке использования вспомогательных репродуктивных технологий, противопоказаниях и ограничениях к их применению», где впервые на правовой основе были закреплены возможности криоконсервация генетического материала и сохранение фертильности онкологических больных перед химио- и лучевой терапией.
Автор более чем 100 публикаций.
Автор 2 учебных пособий, используемых в педагогической практике, в частности национального руководства «Онкогинекология».
Автор 3 патентов на изобретения.
Является членом Европейской и Российской ассоциаций гинекологов-репродуктологов.
Является международным экспертом по проблеме онкофертильности в The International Society for Fertility Preservation.
Член редколлегии журналов: «Опухоли репродуктивной системы», «Онкогинекология», «Репродуктивная медицина».
Награды
- Заслуженный работник здравоохранения
- 1990 — медаль «Участник ликвидации последствий аварии на ЧАЭС»
- 2009 — по результатам конкурса наукоградов Российской Федерации присвоено звание «Человек года» в номинации «Медицина».
- 2009—2013 — Лауреат премии «Научные и научно-педагогические кадры инновационной России»
- 2021 — юбилейная медаль к «65-летию г. Обнинска» — первого наукограда России.
- 2021 — присуждена премия «Призвание» — лучшим врачам России в номинации «За создание нового направления в медицине»
- 2021 - медаль "За заслуги перед Отечественным Здравоохранением"
- 2021 - избрана действительный членом академии наук  клинической и фундаментальной медицины Республики Казахстан (Академик)
- 2022 -  по решению Всероссийской ассоциации онкологических пациентов, присуждена премия "Будем жить" посвященная Всемирному дню борьбы против рака, в номинации "Жемчужина профессии "